# Bulbophyllum patens
Bulbophyllum patens é uma espécie de orquídea (família Orchidaceae) pertencente ao gênero Bulbophyllum. Foi descrita por George King e Joseph Dalton Hooker em 1896.